# Blood Hound (manga)
Blood Hound (夜型愛人専門店−ブラッドハウンド−DX, Yorugata Aijin Senmonten / Blood Hound -DX) es un manga creado por Kaori Yuki acerca de una niña entusiasta y gritona que investiga un club nocturno lleno de vampiros, de los cuales sospecha cuando gente del vecindario comienza a desaparecer, en especial su mejor amiga. 
Mientras investiga, trabajando en el club haciendo la limpieza entre otras cosas, va desarrollando una amistad con ellos, sobre todo con el líder, Suou, de quien se enamora y con quien forma una relación amorosa. Al final se da cuenta de que los vampiros del club no tienen nada que ver con las desapariciones, pero sus aventuras con ellos apenas empiezan.
Solo existe un tomo con cuatro capítulos de este manga, pero se espera que Yuki continué con esta historia, además la historia se ha adaptado en una serie televisiva (de bajo presupuesto) con actores reales.

## Personajes principales
- Rion Kanou

Es una adolescente que inicialmente cree que el Host Club Krankenhaus está detrás de la desaparición de varias personas en su comunidad, incluyendo su mejor amiga. Al final descubre que los vampiros no son los culpables, sino su consejera escolar que resulta tener un fetichismo con la sangre.
- Suou

Es el dueño del Host Club y líder de los vampiros, el comienza un relación amorosa con Rion, la cual cree que es la reencarnación de Ellone "la que tiene la sangre más pura de todas" y a quien una vez amo.
- Datos: Q885124